# Castlemaine Art Museum

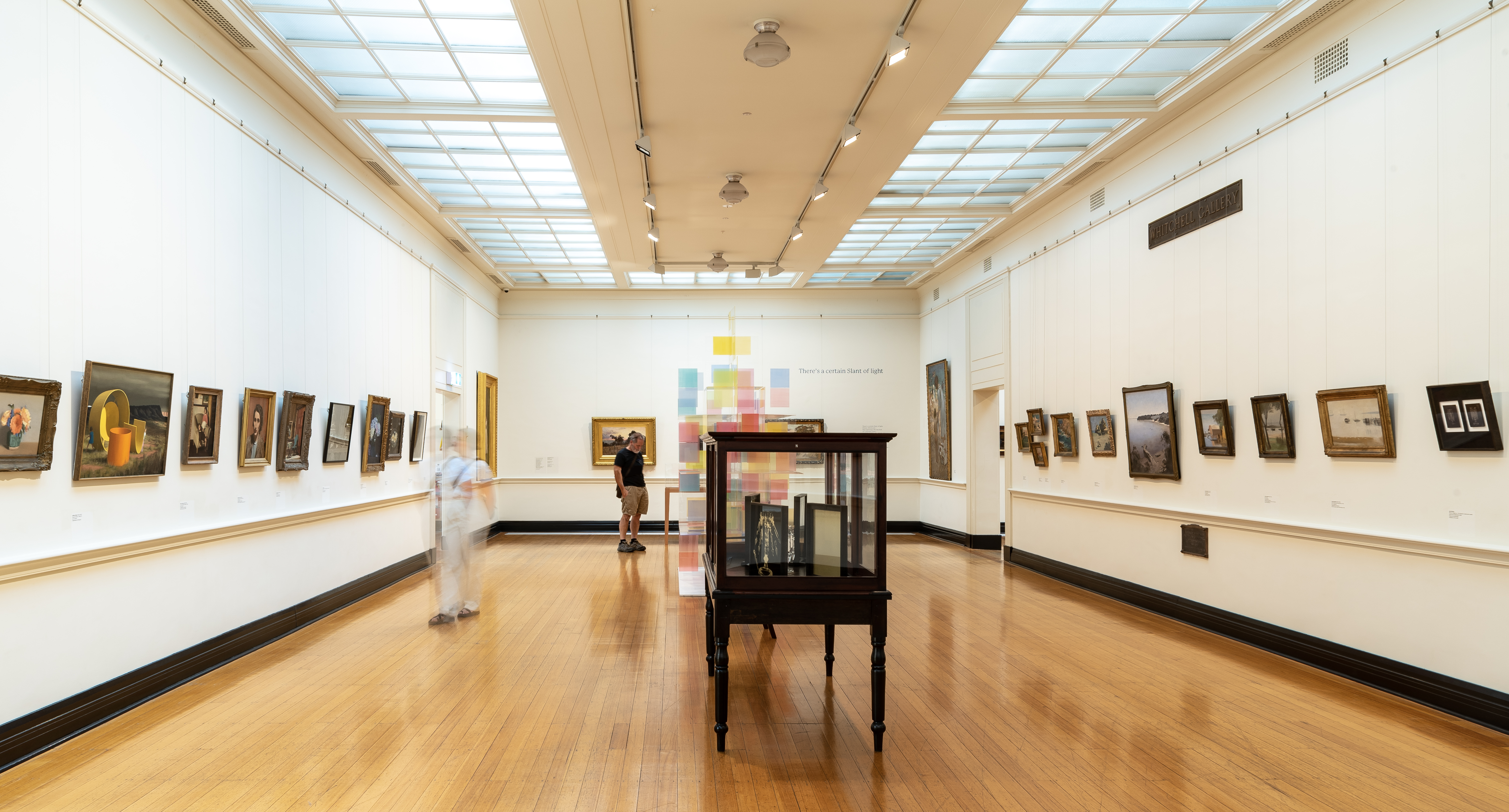
Witchell Gallery: A Certain Slant of Light (2023) mit Künstlern der Heidelberg School, den Tonalisten, Jeffrey Smart, Jane Brown (in der Vitrine).

Das Castlemaine Art Museum (CAM) – ursprünglich Castlemaine Art Gallery & Museum – ist ein Kunstmuseum in Castlemaine, Victoria, Australien. Es liegt im Dja Dja Wurrung Country in den Ausläufern des Liyanganyuk Banyul und ist eine regionale Institution, die eine kulturelle Plattform für die Stimmen der First Nations bietet. Es wurde 1913 gegründet und ist in einem 1931 fertiggestellten Art-déco-Gebäude untergebracht, das vom National Trust of Australia unter Denkmalschutz gestellt wurde. Das Museum konzentriert sich auf australische Kunst und beherbergt auch historische Artefakte und Exponate aus der Umgebung von Castlemaine.

## Geschichte

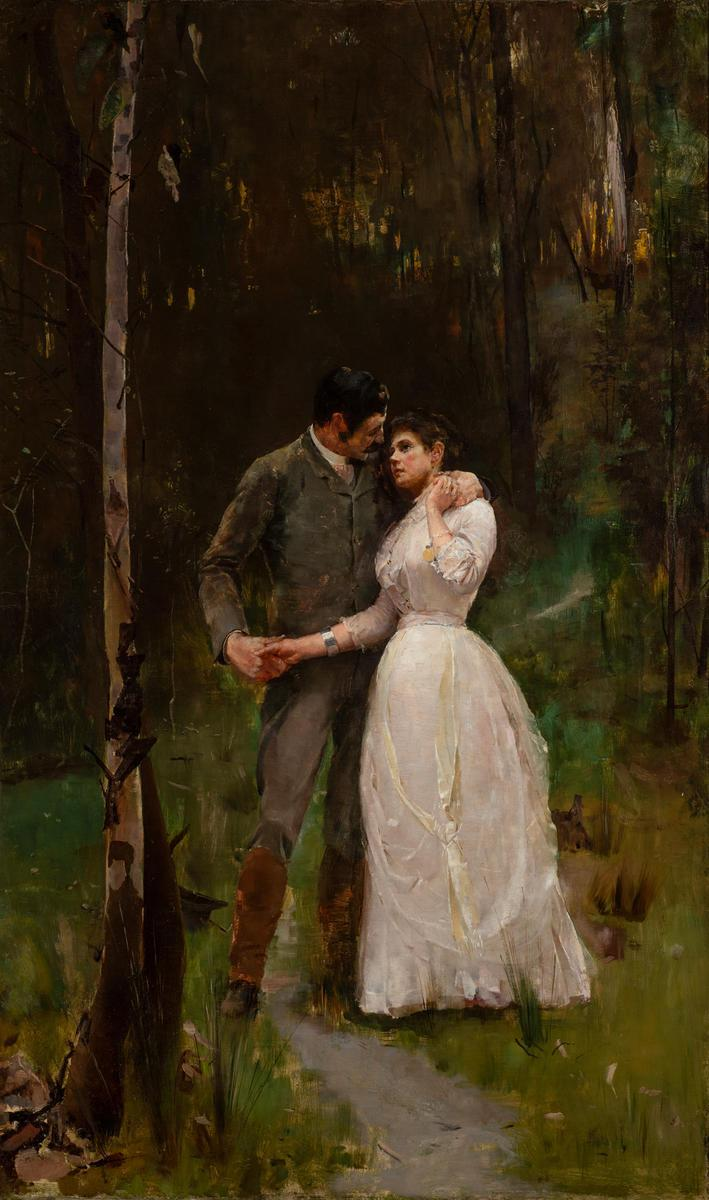
Tom Roberts (1856–1931): Reconciliation (Versöhnung) 1887.

Das Castlemaine Art Museum wurde nach den regionalen Galerien in Ballarat (1884), Warrnambool (1886), Bendigo (1887) und Geelong (1900) gegründet. Es war die erste Kunstgalerie in einer Kleinstadt in Victoria, während die anderen in größeren Städten gegründet wurden. Eine Ausstellung mit dem Titel Castlemaine Past and Present (Vergangenheit und Gegenwart von Castlemaine) im Jahr 1910 war die erste große Veranstaltung in der Stadt, bei der geologische Exponate, historische Artefakte, Möbel, Bücher und Kunstwerke gezeigt wurden. Diese Ausstellung legte den Grundstein für das Sammeln australischer Kunstwerke und konzentrierte sich auf Exponate mit lokalem Bezug.
1913 wurde bei einem Treffen im Haus der örtlichen Künstlerin Elsie Barlow die Gründung der „Castlemaine Art Gallery & Museum“ beschlossen. Als Ausstellungsort diente zunächst ein Raum in der Lyttleton Street, der von Bertha Leviny kostenlos zur Verfügung gestellt wurde. Die erste Ausstellung wurde mit Leihgaben der Bendigo Art Gallery und Werken bedeutender Künstler eröffnet. Die Galerie wuchs schnell und wurde 1915 in die Räume über dem Postamt von Castlemaine verlegt, wo sie bis 1931 blieb. Mit steigenden Besucherzahlen und wachsendem Ansehen unter australischen Künstlern entwickelte sich die Galerie zu einem wichtigen Zentrum für australische Kunst. Berühmte Künstler wie Arthur Streeton, George Coates und Dora Meeson stifteten Werke und die Sammlung wuchs stetig. Im Jahr 1931 zog die Galerie schließlich in ihr heutiges, eigens erbautes Gebäude um, das mit den steigenden Besucherzahlen und der wachsenden Bedeutung weiter ausgebaut wurde.
Sie beherbergt eine landesweit bedeutende und einzigartige Sammlung australischer Kunstwerke, einschließlich wichtiger kultureller Materialien der Aborigines aus ganz Australien, sowie eine Sammlung historischer Artefakte, die die frühe Geschichte der Region widerspiegeln. Die ständige Kunstsammlung gilt als eine der bedeutendsten in der Region Victoria, wobei der Schwerpunkt auf traditioneller Landschaftsmalerei und Werken von Künstlerinnen liegt. Die Gemälde des Tonalen Realismus, die das CAM besitzt, sind von nationaler Bedeutung. Das Castlemaine Art Museum (CAM) in Castlemaine, Victoria, Australien, wurde am 17. November 1983 vom National Trust unter Denkmalschutz gestellt.

## Architektur

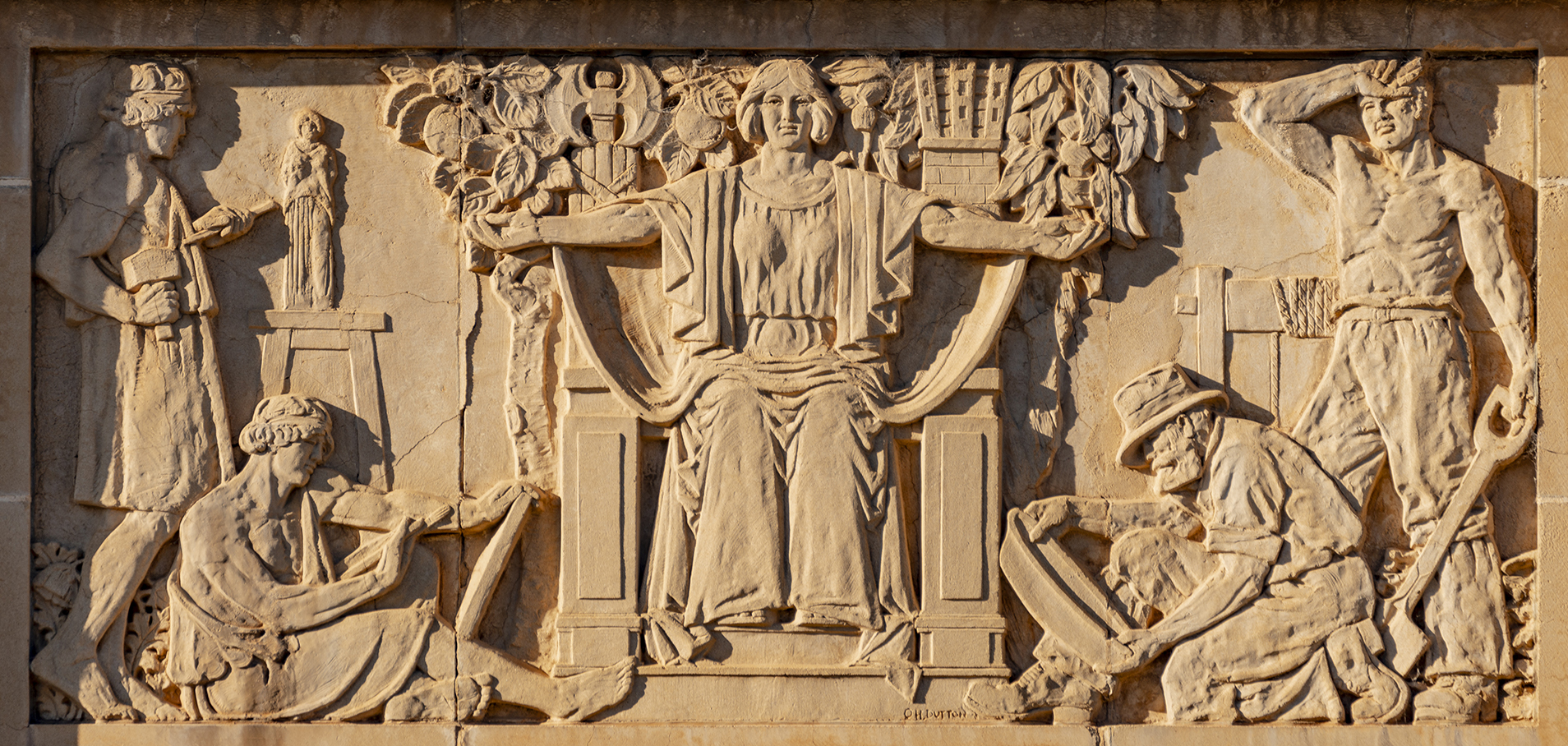
Orlando Dutton: Flachrelief mit Darstellung der Schutzgöttin von Castlemaine, Künstler und Bergleute, Kunststein (1930)

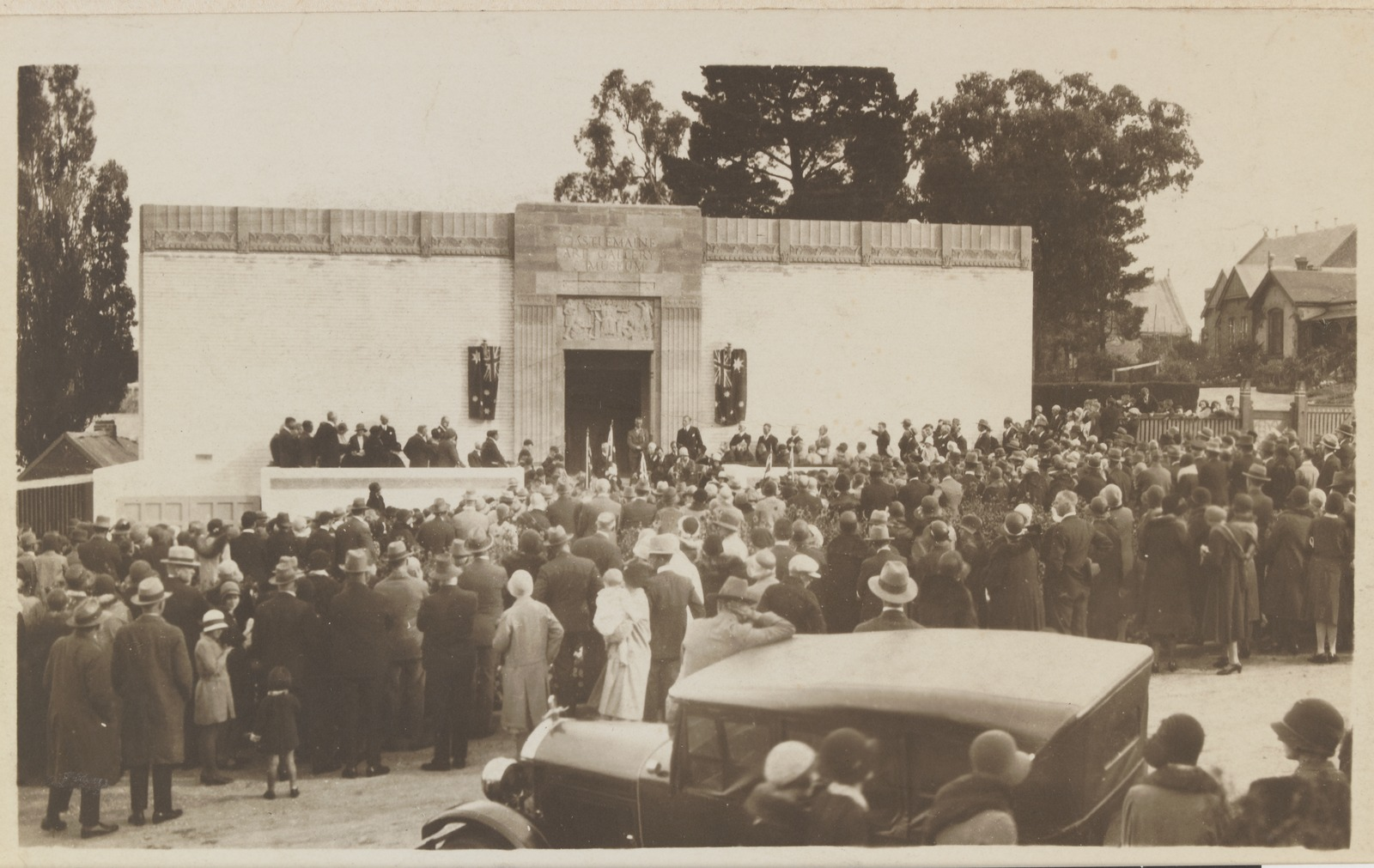
Eröffnung 1931

Der in den USA ausgebildete Architekt Percy Meldrum entwarf das Gebäude im Stil des amerikanischen Art déco. Ein „Jazzfries“ mit ägyptischen und mittelamerikanischen Motiven ziert die Brüstung, die Stirnwand und das Tympanon über der Eingangstür. Diese ist hinter aufwendig gestalteten schmiedeeisernen Toren zurückgesetzt. Die symmetrische Fassade zeigt ein Basrelief aus Kunststein mit einer weiblichen Figur, die Castlemaine symbolisiert. Rechts von ihr sind zwei Goldgräber der Vergangenheit und links ein Künstler und Bildhauer zu sehen. Das Relief wurde von Orlando H. Dutton (1894–1962) entworfen und geschaffen. Das Castlemaine Art Museum (CAM) wurde im Laufe seiner Geschichte mehrfach erweitert und renoviert (1938, 1960, 1973, 1987), um den wachsenden Anforderungen gerecht zu werden und die Sammlung und Ausstellungen angemessen unterzubringen.
Im Jahr 1999 erhielt das Museum von der australischen Bundesregierung im Rahmen der Hundertjahrfeier der Föderation einen Zuschuss in Höhe von 2.000.000 AUD, der für umfangreiche Modernisierungs- und Erweiterungsarbeiten nach Plänen des Architekturbüros Allom Lovell verwendet wurde. Der 1973 errichtete Erweiterungsbau wurde komplett umgebaut, um eine temporäre Ausstellungsgalerie zu schaffen, die den internationalen Standards für Klimatisierung, Beleuchtung und Sicherheitssysteme entspricht. Dies ermöglichte es dem Museum, bedeutende nationale und internationale Kunstwerke sowie Wanderausstellungen zu präsentieren. Ein gewölbtes Dach mit UV-gefilterten Oberlichtern sorgt für natürliches Licht, während ein verdecktes Jalousiensystem die Verdunkelung für Ausstellungen ermöglicht, die künstliches Licht erfordern.
Für das 2020 beginnende Orbit-Programm des Museums, das Ausstellungen von Künstlern aus Zentral-Victoria zeigt, wurde ein kleiner, künstlich beleuchteter Raum für Drucke und Zeichnungen eingerichtet. Weitere Arbeiten umfassten die Einrichtung eines Konservierungsstudios für die Restaurierung von Kunstwerken und historischen Dokumenten, die Renovierung des Museums- und Galerieshops sowie den Bau eines großen Zwischengeschosses im hinteren Teil des Gebäudes, das neue Büros und eine Forschungsbibliothek beherbergt. Letztere wurde nach A. G. Lloyd-Stephenson benannt, aus dessen Nachlass die Bibliothek eine bedeutende Sammlung von Kunstbüchern erhielt.

## Sammlung
Das Castlemaine Art Museum verfügt über eine einzigartige Sammlung australischer Kunst und historische Artefakte, die die frühe Geschichte des Bezirks widerspiegeln.

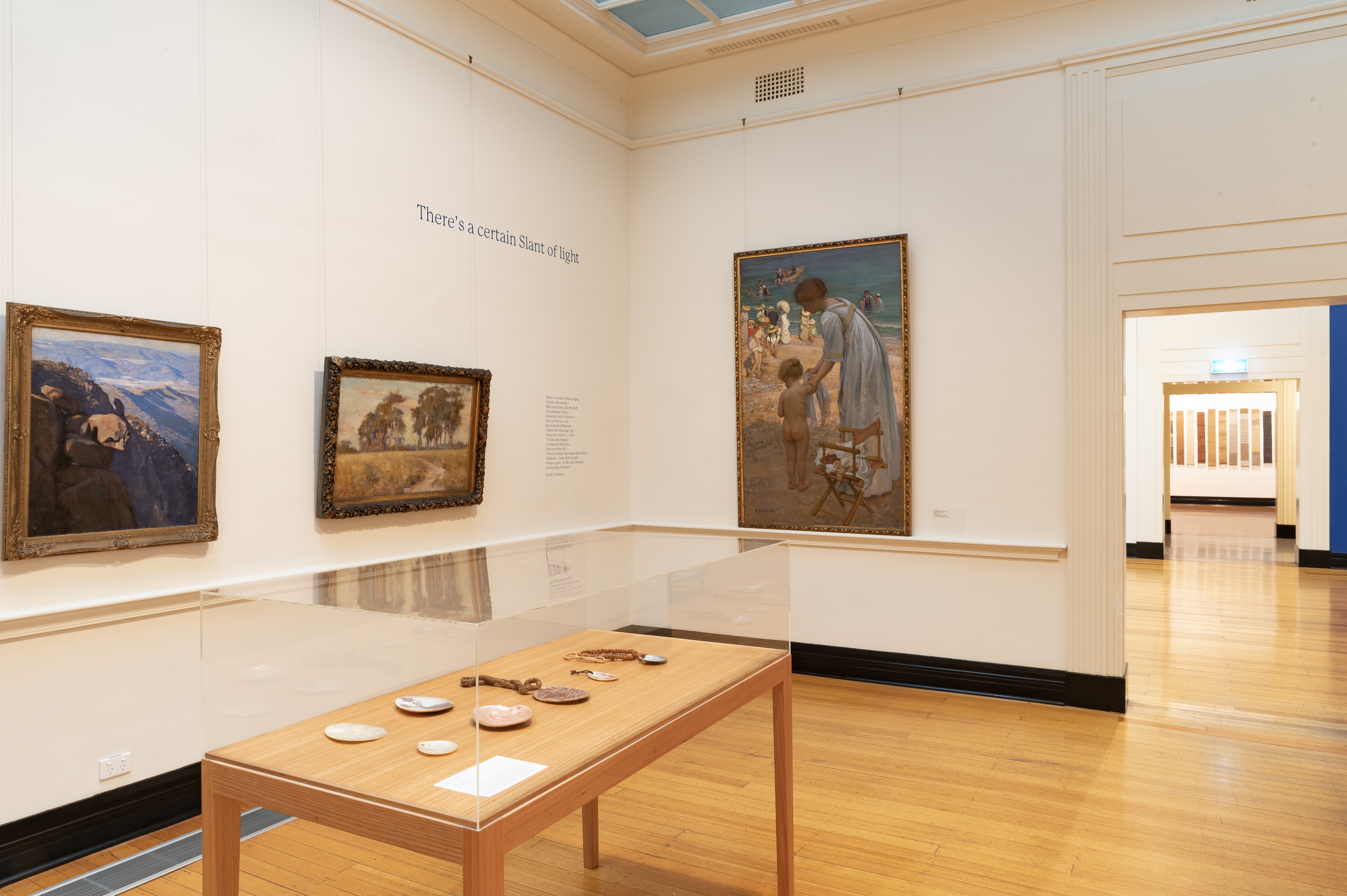
Witchell Gallery, Südost-Ecke, Blick bis Higgins Gallery und Stoneman Galleries: Dekorierte Muscheln aus Nordaustralien, Gemälde von Arthur Streeton, Frederick McCubbin, E. Phillips Fox. Webarbeiten von Liz Williamson.

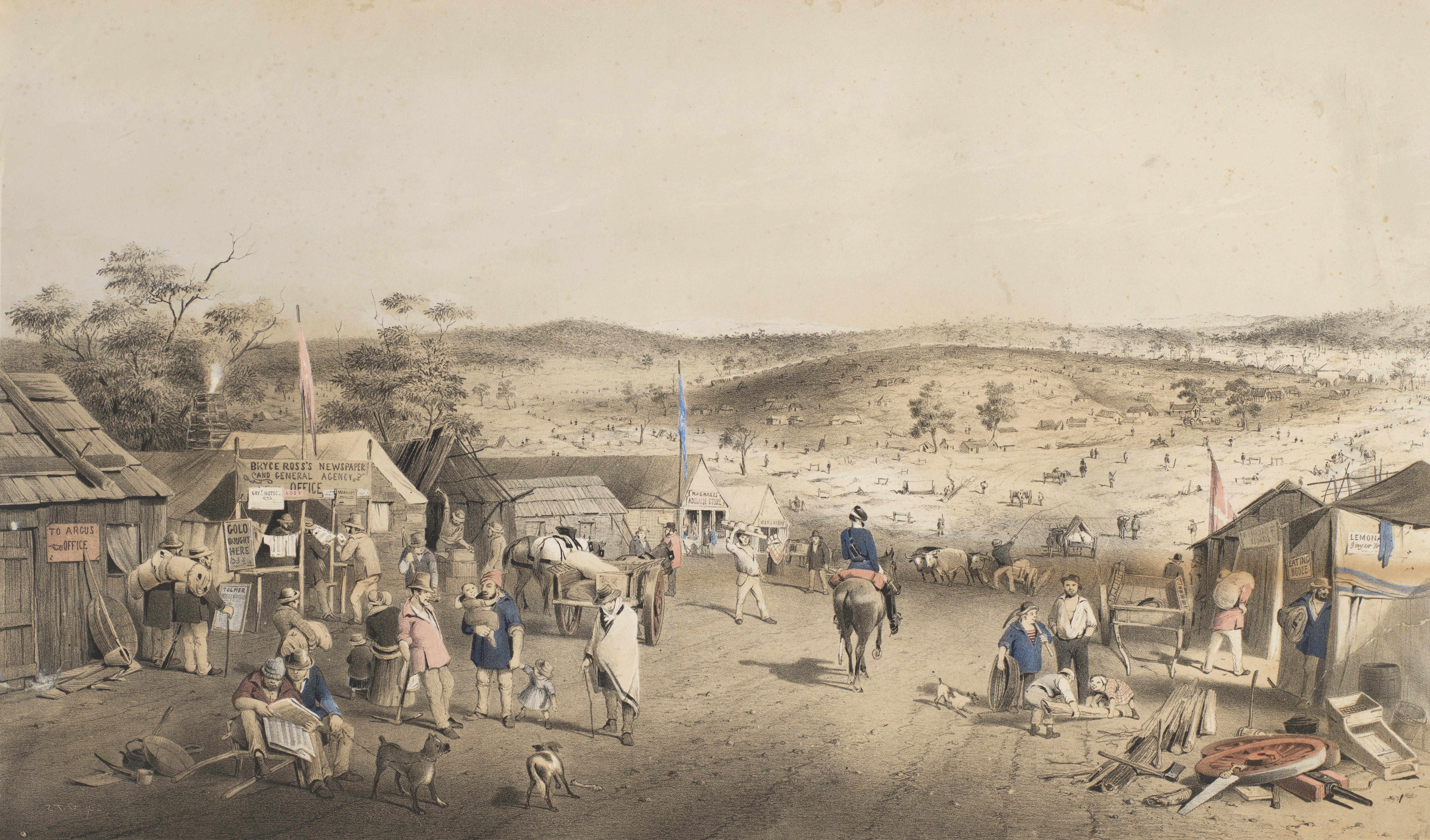
Ansicht der Goldfelder in Chewton (damals Forest Creek genannt) in der Nähe von Castlemaine, von Samuel Thomas Gill, 1852.

Der Schwerpunkt der Sammlung australischer Kunst geht über die traditionellen Medien wie Malerei, Skulptur und Zeichnung hinaus und umfasst auch Grafik (insbesondere Illustration und Cartoon) sowie Keramik. In jüngster Zeit hat das CAM Preise für zeitgenössische Kunst und Druckgrafik ins Leben gerufen, um den ursprünglichen Fokus des Museums auf lebende australische Künstler zu verstärken. Die Kunstsammlung umfasst etwa 1600 Gemälde, Drucke und Arbeiten auf Papier, 200 Keramiken, 80 Skulpturen und 120 Fotografien.
Die sozialgeschichtliche Sammlung umfasst Möbel, Kostüme und Textilien, Fotografien des 19. und frühen 20. Jahrhunderts, Keramik, Metallarbeiten, naturkundliche Objekte, historische Dokumente und Publikationen, städtische und kommunale Dokumente, architektonische Ornamente, Artefakte aus der Zeit des Goldrauschs und Gegenstände, die mit Personen von lokaler historischer Bedeutung in Verbindung stehen.

### Kunstgalerie

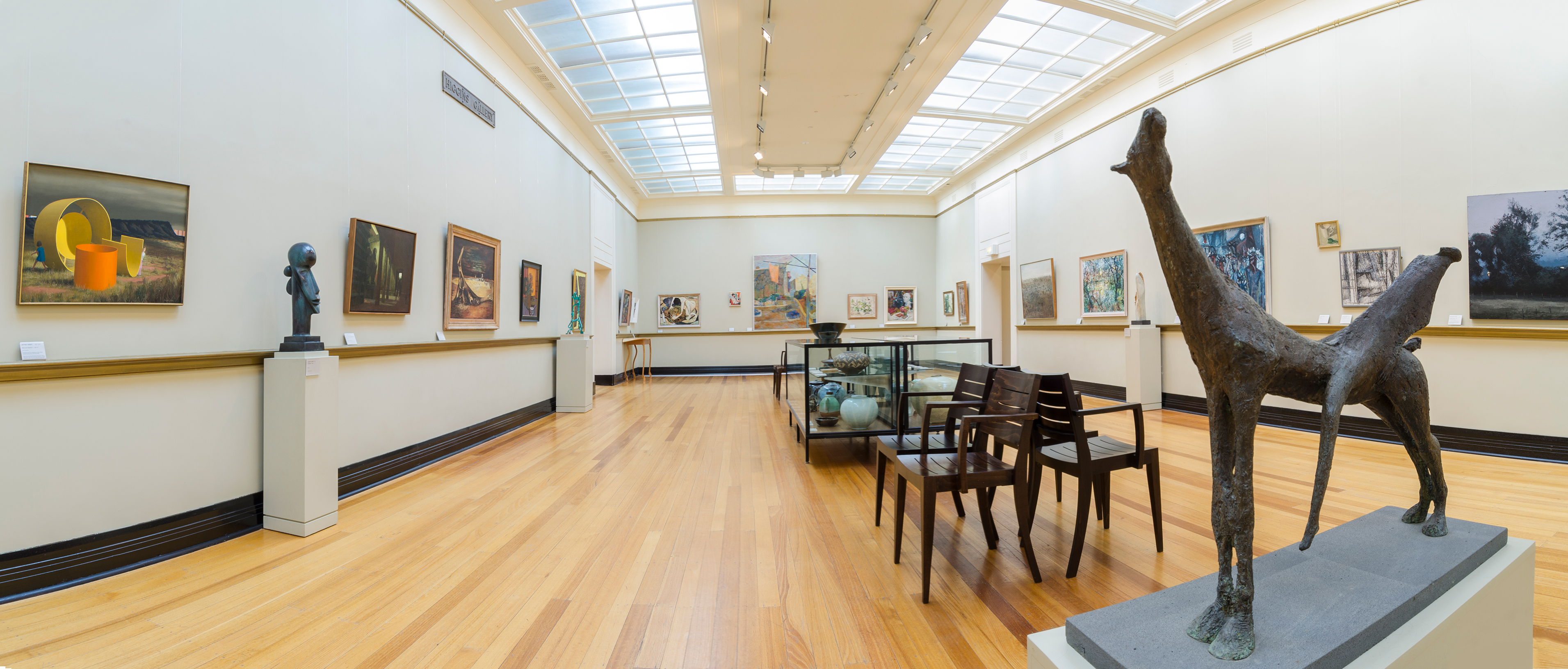
Higgins Gallery: Shona Nunan „Awakening“ Skulptur rechts; links: Jeffrey Smarts „Hide and Seek III“, 1969.

Die Kunstgalerie des CAM konzentriert sich auf australische Kunst und umfasst Werke der Kolonialzeit, des australischen Impressionismus, Gemälde des frühen 20. Jahrhunderts, der Moderne und Postmoderne sowie zeitgenössische Kunst. Zu den vertretenen Künstlern gehören Louis Buvelot, Frederick McCubbin, Tom Roberts, Arthur Streeton, Margaret Preston, Russell Drysdale, John Brack und Albert Tucker. Moderne und zeitgenössische Kunstwerke stammen von Künstlern wie Rick Amor, Jenny Watson und Brian Dunlop. Seit 2020 wird auch verstärkt Kunst von Künstlern der First Nations in die Sammlung aufgenommen und ausgestellt. Ein wichtiger Schritt war die Berufung von Tiriki Onus, einem Yorta Yorta und Dja Dja Wurrung-Nachfahren, in den Vorstand des Museums.

### Historisches Haus Buda
Das Buda Historic Home, eine separate Einrichtung unter der Obhut der Trustees des Castlemaine Art Museum, ist der ehemalige Wohnsitz der Familie Leviny und beherbergt eine umfangreiche Sammlung von Kunsthandwerk, Möbeln, Büchern und persönlichen Gegenständen, die die Geschichte der Familie von den 1850er Jahren bis 1981 dokumentieren.

### Indigene Kunst
Die Kunst der First Nations wird nach und nach aus dem Depot an die Wände und in die Vitrinen der Galerie gebracht, und die Sammlung wird aktiv erweitert. 2019 wurde Tiriki Onus, eine Angehörige der Yorta Yorta und Dja Dja Wurrung, stellvertretende Dekanin für indigene Entwicklung an der Universität Melbourne und Direktorin des Wilin Centre for Indigenous Arts and Cultural Development, als erste First Nation in den Vorstand des CAM berufen.

## Trägerschaft
Das Castlemaine Art Museum (CAM) ist eine Gesellschaft mit beschränkter Haftung, die im öffentlichen Interesse betrieben wird, um Kunstwerke zu sammeln, zu erhalten und auszustellen, ihre Geschichte und ihren Hintergrund zu vermitteln und die Gemeinschaft zu bereichern. Die Direktoren des CAM setzen sich aus von den Mitgliedern des CAM gewählten Direktoren und vom Vorstand ernannten Direktoren zusammen. Das Gebäude und die Sammlung, die von der CAM verwaltet werden, gehören privaten Treuhändern. Die Galerie wird von staatlichen und lokalen Behörden unterstützt und kann auf eine lange Tradition der Unterstützung durch Wohltäter, lokale Familien, Künstler und Mäzene zurückblicken.
Die Kuratoren verwalten auch das nahe gelegene Buda Historic Home, das ebenfalls unter Denkmalschutz steht und eine eigene Sammlung von Kunstwerken und Artefakten der Familie Leviny beherbergt. Das Buda Historic Home ist öffentlich zugänglich und bietet Ausstellungen, Veranstaltungen und Gartenführungen an.

### Sammlungspolitik

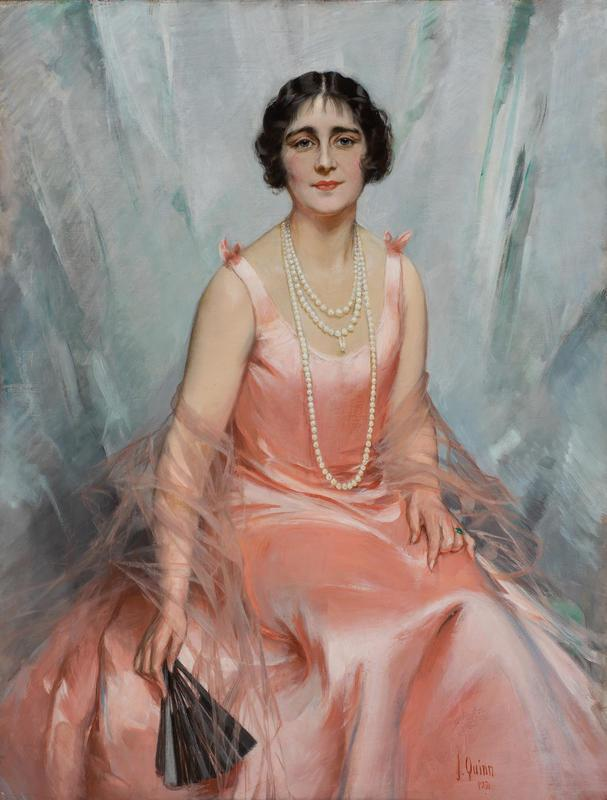
James Quinn (1869–1951): Portrait of Her Royal Highness The Duchess of York, 1931.

In den 1930er und 1940er Jahren war die Kunstsammlung des Museums stark konservativ geprägt, wobei vor allem figurative Werke bevorzugt wurden. Eine prominente Vertreterin dieser konservativen Haltung war die wohlhabende Künstlerin A.M.E. Bale, die sich vehement gegen moderne Kunst aussprach. Diese Haltung korrespondierte mit der des damaligen Direktors der National Gallery of Victoria, James Stuart MacDonald, der 1939 die von Sir Keith Murdoch gesponserte Herald-Ausstellung zeitgenössischer französischer und englischer Malerei mit scharfen Worten kritisierte. Ein Beispiel für die konservative Ausrichtung war der Auftrag der Galerie an den Maler W.B. McInnes im Jahr 1933, nach England zu reisen, um Porträts des Herzogs und der Herzogin von York (des späteren Königs Georg VI.) anzufertigen.
Erst 1946 wurde mit dem Ankauf des expressionistischen Gemäldes Desolation von Russell Drysdale für 175 Guineen eine Wende in der Sammlungspolitik eingeleitet. Dies wurde von Kunstkritikern wie Clive Turnbull begrüßt, der das Gemälde als bedeutend für die australische Kunst einstufte. Dennoch blieben figurative Studien, Landschaften und Porträts die bevorzugten Werke, obwohl nun auch halbabstrakte Arbeiten akzeptiert wurden.

### Finanzielle Schwierigkeiten
Finanzielle Engpässe waren eine ständige Herausforderung für das Museum. Nach dem Ersten Weltkrieg war es von Mitgliedsbeiträgen, Eintrittsgeldern und einem staatlichen Zuschuss von nur £20 pro Jahr abhängig. Die Situation verschärfte sich während der Weltwirtschaftskrise, als alle staatlichen Zuschüsse bis 1935 gestrichen wurden. Trotz dieser Schwierigkeiten gelangte das Museum durch Vermächtnisse und Schenkungen in den Besitz bedeutender Kunstwerke. So wurde beispielsweise das Porträt von Edna Thomas durch ein Vermächtnis des ehemaligen Herausgebers der Castlemaine Mail, F. McKillop, finanziert. Weitere bedeutende Spenden kamen von Sir Baldwin Spencer, Dame Nellie Melba und anderen prominenten Persönlichkeiten. Neben direkten Schenkungen wurden Kunstwerke auch durch Tausch erworben. So erhielt das Museum Duplikate zweier Lithographien von Will Dyson vom Australian War Memorial im Tausch gegen ein Porträt von Hughie Edwards von Eric Kennington.
Regelmäßige staatliche Zuschüsse waren selten und eher gering. Beispielsweise erhielt das Museum 1987 einen Zuschuss von 60.000 Australischen Dollar für die Erweiterung des Depots und 1997 einen Anteil von 2,5 Millionen Australischen Dollar im Rahmen des Victoria Organisations Funding Programme, das mit anderen kulturellen Einrichtungen geteilt wurde.